# Наголоватка
Наголова́тка (лат. Jurinēa) — род растений семейства Астровые (Asteraceae).
Таксономическое название род получил в честь швейцарского профессора медицины и естествоиспытателя Луи Жюрина.

## Ботаническое описание
Многолетние травянистые растения или полукустарники. Листья простые, цельные, перисторассечённые или перистораздельные.
Корзинки многоцветковые, редко малоцветковые, гомогамные, одиночные или собраны в общие щитковидные или щитковидно-метельчатые соцветия. Обёртка чашевидная, яйцевидная, обратно-полушаровидная, шаровидная, бокальчатая или цилиндрическая, 3,5—40 мм в диаметре; листочки травянистые или кожисто-травянистые, паутинистые или голые, черепитчатые или реже равнодлинные. Цветоложе плоское.
Цветки трубчатые, обоеполые, гермафродитные, плодущие. Венчик бледно-розовый, кремовый, розовый, пурпуровый или тёмно-пурпуровый, правильно или чуть косо пятинадрезанный, к основанию сужен, обычно железистый, не опушенный. Нити тычинок свободные, голые; пыльники голые, спаянные, в основании копьевидные, с щетинковидными придатками у основания; надсвязники узкокопьевидные. Рыльце двурассечённое, в основании с пучком коротких щетинок, ветви рыльца дуговидно расходящиеся; столбик голый.
Плод — обратнопирамидальная или продолговатая семянка, четырёхгранная или сжатая; хохолок многорядный, с щетинками разной длины.

## Распространение
Виды рода встречаются в Южной, Центральной и Восточной Европе, в Восточной Сибири, в Передней, Средней и Центральной Азии.

## Таксономия

### Синонимы
- Aegopordon Boiss. (1846)
- Derderia Jaub. & Spach (1843)
- Microlonchoides P.Candargy (1897)
- Outreya Jaub. & Spach (1842)
- Stechmannia DC. (1838)
- Tulakenia Raf. (1838)

### Виды
Род содержит более 200 видов, некоторые из них:
- Jurinea akinfievii Nemirova
- Jurinea alata (Desf.) Cass. — Наголоватка крылатая
- Jurinea albicaulis Bunge — Наголоватка белостебельная
- Jurinea arachnoidea Bunge — Наголоватка паутинистая
- Jurinea bellidioides Boiss. — Наголоватка маргаритковидная
- Jurinea brachypappa Nemirova
- Jurinea calcarea Klokov — Наголоватка известняковая
- Jurinea coronopifolia Sommier & Levier — Наголоватка вороньелапая
- Jurinea cretacea Bunge — Наголоватка меловая
- Jurinea creticola Iljin — Наголоватка мелов
- Jurinea cyanoides (L.) Rchb. — Наголоватка васильковая
- Jurinea ewersmannii Bunge — Наголоватка Эверсмана
- Jurinea galushkoi Nemirova
- Jurinea iljinii Grossh. — Наголоватка Ильина
- Jurinea kirghisorum Janisch. — Наголоватка киргизская
- Jurinea ledebourii Bunge — Наголоватка Ледебура
- Jurinea longifolia DC. — Наголоватка длиннолистная
- Jurinea michelsonii Iljin — Наголоватка Михельсона
- Jurinea mollissima Klokov — Наголоватка мягчайшая
- Jurinea moschus Bobrov — Наголоватка мускусная
- Jurinea multiflora (L.) B.Fedtsch. — Наголоватка многоцветковая
- Jurinea polyclonos (L.) DC. — Наголоватка ветвистая
- Jurinea salicifolia Grüning — Наголоватка иволистная
- Jurinea sosnowskyi Grossh. — Наголоватка Сосновского
- Jurinea stoechadifolia (M.Bieb.) DC. — Наголоватка лавандолистная
- Jurinea tenuiloba Bunge — Наголоватка тонколопастная
- Jurinea woronowii Iljin — Наголоватка Воронова